# Trzaskacze
Trzaskacze (Psophodidae) – rodzina ptaków z podrzędu śpiewających (Oscines) w obrębie rzędu wróblowych (Passeriformes).

## Występowanie
Rodzina obejmuje gatunki występujące w Australii oraz na Nowej Gwinei.

## Morfologia
Długość ciała 16,5–30 cm, masa ciała 30–75 g.

## Systematyka
Trzaskacze były dawniej zaliczane do rodziny długobiegów (Eupetidae). Do wydzielonej z długobiegowatych rodziny trzaskaczy tymczasowo zaliczano rodzaje Ptilorrhoa i Cinclosoma, które wkrótce zostały wyodrębnione do osobnej rodziny pieszaków (Cinclosomatidae).
Do rodziny zalicza się następujące rodzaje:
- Androphobus E. Hartert & Paludan, 1934 – jedynym przedstawicielem jest Androphobus viridis (Rothschild & E. Hartert, 1911) – oliwnik
- Psophodes Vigors & Horsfield, 1827